# Lutz Dieter Behrendt
Lutz Dieter Behrendt (* 26. Februar 1941 in Salzwedel) ist ein deutscher Historiker.

## Leben
Behrendt war zunächst als Fachlehrer für Geschichte und Russisch in Klein Wanzleben tätig, bevor er 1964 wissenschaftlicher Assistent in der Abteilung Geschichte der UdSSR am Institut für Geschichte der europäischen Volksdemokratien der Universität Leipzig wurde. Nach einem Zusatzstudium am Lehrstuhl für Neuere und Neueste Geschichte an der Historischen Fakultät der Universität Moskau wurde er 1972 wissenschaftlicher Oberassistent im Wissenschaftsbereich Allgemeine Geschichte an der Sektion Geschichte der Karl-Marx-Universität Leipzig. Von 1977 bis 1986 war er Dozent für Geschichte der UdSSR an der dortigen Sektion Geschichte. Von 1986 bis 1989 war er Leiter einer Forschungsgruppe am Lehrstuhl für Geschichte der UdSSR und der sozialistischen Länder Europas, bevor er von 1990 bis 1991 als Leiter des Instituts für Geschichte Ost- und Südosteuropas an der Universität Leipzig tätig war.
1999 wurde er wissenschaftlicher Archivar im Stadtarchiv Deggendorf.

## Ehrungen
- 1973 Johann-Gottfried-Herder-Medaille in Gold
- 1984 Ehrennadel der Universität Leipzig
- 1984 Verdienstmedaille der DDR
- 1988 Pestalozzi-Medaille in Silber

## Werke (Auswahl)
- Sichten auf Umbrüche im Osten, Leipzig 1994